# Hotel Polonia Palast
Hotel Polonia Palast ligger ved Gabriel Narutowicz gade 38 i Łódź. Hotellet blev bygget fra 1910-1912 på hjørnet af de tidligere gader Widzewska og Dzielna, efter initiativ fra Dobrzyński-familien. 
Hotellets fasade blev tegnet af Rudolf Koloch fra Wrocław.På søjlerne står allegoriske kvindeskikkelser i antikt tøj. Bygningen har seks etager, og hjørnet dækkes af en kuppel. Hotel Polonia Palast var i sin tid det tredje hotel i Łódź efter Hotel Grand og Hotel Savoy med den højeste europæiske standard.

## Historie
Hotellet (som oprindeligt hed Palast) var i sin tid en af de mest moderne bygninger i Łódź: det havde central opvarmning elektrisk lys, en elevator, kemisk-elektrisk vaskeri, telefoner, springvand og et stort inventar. 
Efter første verdenskrig var hotellets ejere brødrene Leopold og Maurycy Dobrzyński. I 1920'erne blev hotellet renoveret og navnet skiftede til Polonia Palast. I 1939 blev navnet forandret igen, denne gang til Polonia. Efter anden verdenskrig blev bygningen overtaget af Den Røde Hær og lavet om til et militærtsygehus. I 1946 blev den overgivet til bymyndighederne, som renoverede hotellet fra 1969-1972 også fik hotellet også buegange i elevatoerne, og desuden blev krydset mellem Jan Kilińskis gade og Gabriel Narutowicz’ gade udvidet. 
Den nyeste renovation blev færdiggjort i 2008. Udover at give hotellets oprindelige udseende tilbage , bestemte man sig for at også navnet skulle forandres til det gamle Polonia Palast.
51°46′17.14″N 19°27′48.32″Ø / 51.7714278°N 19.4634222°Ø